# Nagtipunan
Nagtipunan est la plus grande municipalité de la province de Quirino, aux Philippines.